# Tuminec
Tuminec (in albanese Tuminec, formalmente Bezmisht e Kallamas; macedone/bulgaro: Туминец) è un paese appena a nord della parte albanese del lago Prespa nel comune di Pustec della contea di Coriza.

## Storia
Secondo le prove archeologiche rinvenute nel 2011, l'area di Tuminec era abitata durante il Neolitico.
La vicina Chiesa della Santa Madre di Dio, una chiesa rupestre, fu edificata nel XIV secolo. Il paese è stato menzionato nello Slepche Beadroll della fine del XVI secolo.
Nel 1900, Vasil Kanchov raccolse e compilò statistiche sulla demografia nell'area e riferì che il villaggio di Tumanets (Туманецъ) era abitato da circa 360 cristiani bulgari. In seguito alla rivolta di Ilinden del 1903, Tuminec passò sotto l'esarcato bulgaro. Secondo un sondaggio bulgaro effettuato due anni dopo, la popolazione del paese era composta da 520 bulgari cristiani.
Fino al 1970 il nome ufficiale albanese del paese era Bezmisht; poi divenne Kallamas. Nel 2013 il nome ufficiale è stato cambiato di nuovo in Tuminec.

## Società
Secondo fonti jugoslave del 1981, il paese era popolato esclusivamente da macedoni.
Una stima bulgara del 2007 fatta da un ricercatore albanese stimava la popolazione del paese tra i 950 e i 1 000 residenti e descriveva gli abitanti dell'intera regione di Mala Prespa come bulgari.

## Cultura
Tuminec è il paese più vicino alla chiesa ortodossa della Santa Madre di Dio, situata su un costone roccioso a circa 10 metri dal confine con la Macedonia. Alcuni dei dipinti più antichi della chiesa risalgono al XVIII secolo. Ospita anche la Chiesa di San Demetrio.

## Sport
Tuminec ha una squadra di calcio, FK Tuminec, che compete con altri paesi nella zona di Prespa di Pustec.